# Wladimir Alexandrowitsch Suchomlinow

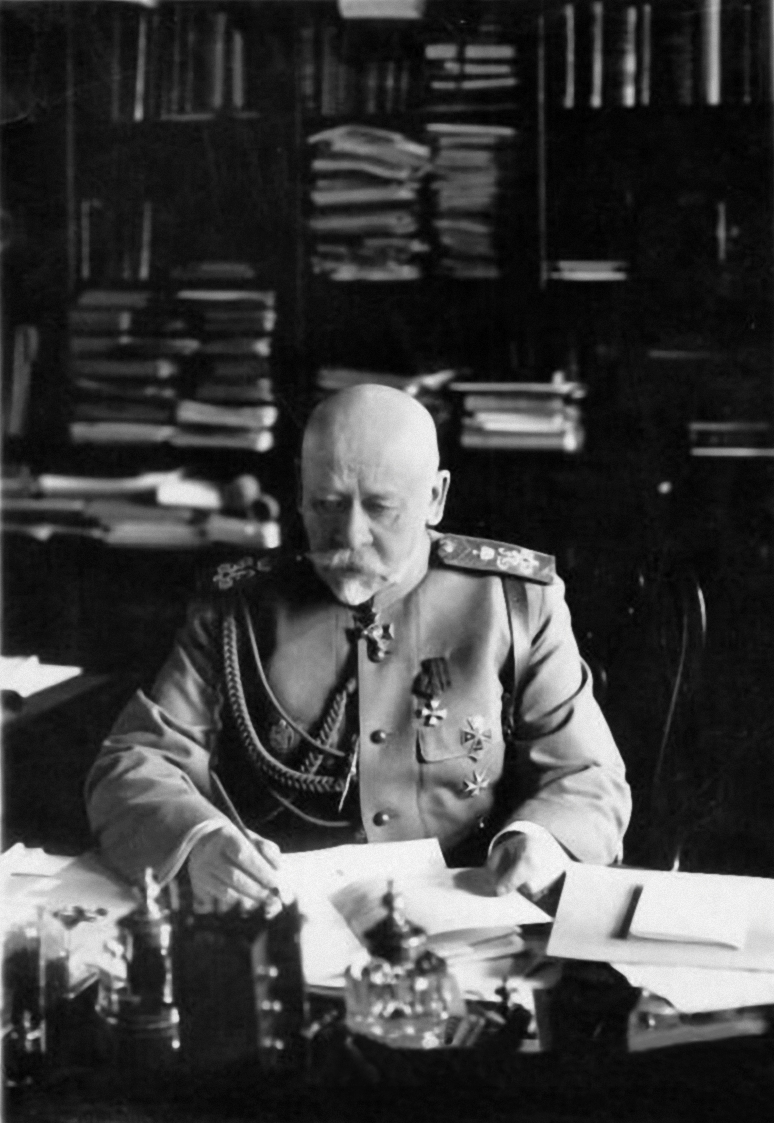
Wladimir Alexandrowitsch Suchomlinow (1912)

Wladimir Alexandrowitsch Suchomlinow (russisch Владимир Александрович Сухомлинов, wiss. Transliteration Vladimir Aleksandrovič Suchomlinov; * 4. Augustjul. / 16. August 1848greg. in Kaunas; † 2. Februar 1926 in Berlin) war General der Kavallerie in der russischen Armee und Kriegsminister.

## Leben
Suchomlinow absolvierte 1867 die Nikolajewskoje-Kavallerieschule in St. Petersburg und wurde ins Leib-Ulanenregiment aufgenommen. 1874 absolvierte er die Akademie des Generalstabs. Im Russisch-Türkischen Krieg 1877/78 diente er im Stab des Großfürsten Nikolai Nikolajewitsch (d. Ä.). Ab 1878 lehrte er an der Akademie des Generalstabs. 1884 wurde er Kommandeur des Pawlograder Leibdragonerregiments und leitete von 1886 bis 1897 die Kavallerie-Offiziersschule in St. Petersburg. 1897 war er Kommandeur der 10. Kavalleriedivision. 1899 wurde er unter Michail Dragomirow Stabschef, 1902 stellvertretender Befehlshaber und 1904 Befehlshaber des Kiewer Militärbezirks. Im Dezember 1908 wurde er zum Chef des Generalstabs ernannt und übernahm im März 1909 den Posten des Kriegsministers von Alexander Roediger. In seiner Amtszeit wurde das Fliegerkorps aufgestellt und eine militärische Spionageabwehr eingerichtet. Innenpolitisch bestand zwischen Suchomlinow und dem Finanzminister und Ministerpräsidenten Kokowzow eine dauernde Rivalität um die Finanzierung der Armee.
Die russischen Kriegspläne wurden in seiner Amtszeit als Kriegsminister auf eine Auseinandersetzung mit Deutschland als Hauptgegner umgestellt. Suchomlinows Planungen von 1910 sahen im Gegensatz zu Forderungen Frankreichs eine Aufstellung der russischen Armeen im Hinterland und nicht in der Nähe der westlichen Grenzen zu Deutschland und Österreich-Ungarn vor.
Suchomlinow vertrat einen sehr konservativen militärstrategischen Standpunkt und war der Ansicht, die Methoden des Krieges hätten sich seit der Zeit des russisch-osmanischen Krieges nicht verändert. Angeblich brüstete er sich 1914 damit, seit über 25 Jahre keine militärische Fachzeitschrift mehr gelesen zu haben.

### Erster Weltkrieg
Während der Julikrise 1914 versicherte er dem Zaren Nikolaus II., die russische Armee sei für einen gleichzeitigen Krieg gegen Deutschland und Österreich-Ungarn ausreichend vorbereitet. Nach Beginn des Ersten Weltkriegs und der deutschen Abwehr der russischen Offensive in Ostpreußen 1914 stellte sich aber heraus, das dies keineswegs der Fall war. Suchomlinow wurde vorgeworfen, Kriegsdauer und Munitionsbedarf falsch eingeschätzt und die Vorkehrungen für einen ausreichenden Nachschub vernachlässigt zu haben und dadurch für den Fehlschlag der Frühjahrsoffensive 1915 verantwortlich zu sein. Dies führte nach massivem Druck auf den Zaren aus Armeekreisen und von Oberbefehlshaber Großfürst Nikolai Nikolajewitsch zu seiner Entlassung als Kriegsminister im Juni 1915. Sein Nachfolger wurde Alexei Poliwanow.
Im Juli wurde er vorübergehend inhaftiert, nachdem einige seiner früheren Mitarbeiter, darunter der Oberst Sergej Mjasojedow, wegen Spionage für Deutschland verurteilt worden waren. Im gleichen Monat stimmte die Duma mit großer Mehrheit für die Aufnahme einer formellen Untersuchung gegen Suchomlinow aufgrund des Vorwurfs nachlässiger Amtsführung und möglichen Verrats. Im März 1916 stimmte der Zar der Anklageerhebung vor einem Kriegsgericht zu. Suchomlinow wurde im Mai verhaftet und in der Peter-Pauls-Festung untergebracht, im Juli wegen eines Nervenleidens in eine Anstalt eingewiesen und im Oktober auf Anordnung des Zaren unter Hausarrest gestellt. Nach der Februarrevolution 1917 durch die Provisorische Regierung erneut verhaftet, wurde er von Vorwürfen der Spionage und des Verrats freigesprochen, aber im September d. J. wegen der gravierenden Mängel bei der Vorbereitung der Armee für den Krieg zu lebenslanger Haft verurteilt und ins Kresty-Gefängnis verbracht. Anlässlich seines bevorstehenden 70. Geburtstages wurde er am 1. Mai 1918 von den Bolschewiki freigelassen und emigrierte über Finnland nach Deutschland, wo er 1924 seine Memoiren publizierte. Bekannte sowjetische Historiker wie Korneli Schazillo und Wiktor Gilensen stellten aufgrund detaillierter Recherchen in Archiven und Bibliotheken fest, dass die Anklage gegen Suchomlinow und seinen wichtigsten „Belastungszeugen“ Mjasojedow wegen Spionage zugunsten Deutschlands von Anfang an fabriziert worden war.

## Film
- Suchomlinow, D 1918, Regie: Kurt Matull, mit Bodo Serp in der Hauptrolle.